# Eupithecia picturata
Eupithecia picturata là một loài bướm đêm trong họ Geometridae.